# 挣值管理
實獲值管理是專案管理的一种方法，主要用于專案成本和进度的监控。
實獲值将到目前为止完成的工作与專案开始时的估计值进行比较，这给出了一个关于專案距完成还有多远的估量。通过从已经完成的工作量外推，專案经理可以得到專案完成还需要多少资源的估计。

## 背景概念
- 工作分解结构 (WBS): 以层次化分解的所有任务的列表。
- 项目主进度计划(PMS): 关于哪些任务将完成以及由谁完成的甘特图。

## 挣值管理技术
第一、在项目中应用挣值方法，通常需要下列基本数据：
- PV （planned value） ：截止于某一时间点的，计划投入的成本，即计划到某一时间点的预算。
- AC （Actual Cost）   ：到一个时间点，实际花费的成本。
- EV （Earned value挣值）：到一个时间点，实际完成工作应当花费的预算。

第二、 在这些数据的基础上，项目经理可以进行计算：
- CV（成本偏差）： EV-AC（或写做BCWP - ACWP），大于0时，表示同等工作比计划少花成本，为佳。 反之多花。
- SV（进度偏差）： EV-PV（或写做BCWP - BCWS），大于0时，表示完成工作进度比计划快，为佳。 反之落后进度。

- 原始工作总预算 BAC（Budget at completion ）： 预计用于完成项目所花费的总预算。
- 当前剩余工作估值 ETC（Estimate to complete）： 完工尚需估算：剩余工作在当前的估算是多少
- 当前估值总工作 (EAC)：AC+ETC。ETC（完工尚需估算）的确定，可以用自下而上的方法手工估算，也可以用计算的方法得出。当预计未来的ETC可以按照预算完成时，EAC=AC+BAC-EV。当预计未来的ETC按照当前CPI完成时，则EAC=BAC/CPI。当同时考虑CPI和SPI的影响时，EAC=AC+(BAC-EV)/SPI×CPI。当同时考虑CPI与SPI的影响，且考虑CPI与SPI的权重时，EAC=AC+(BAC-EV)/[CPI×a+SPI×(1-a)]，a=[0,1]，表示CPI的权重。

第三、计算相关指数
- 成本绩效指数(CPI)：EV/AC （或写做BCWP/ACWP），大于1表示成本节省，小于1表示成本超支。
- 进度绩效指数(SPI)：EV/PV （或写做BCWP/BCWS），大于1表示进度超前，小于1表示进度落后。但要注意，SPI测量的是项目总工作量，并不一定能够真实的反应进度，只有对关键路径上的绩效进行单独分析，才能确认项目实际提早或延迟。

主要计算：
- CPI=EV/AC                 CPI>1代表工作价值高，好  CPI成本绩效指数
- SPI=EV/PV                 SPI>1代表实际进度快，好  SPI进度绩效指数
- PC=EV/BAC 进度
- CV=EV-AC                 CV>0代表成本节约，好

```
 成本差异比例%=CV/EV=(EV-AC)/EV=1-1/CPI
```

- SV=EV-PV                 SV>0代表进度提前，好

```
  成本差异比例%=SV/PV=(EV-PV)/PV=SPI-1
```

- EAC=BAC+AC-EV=BAC-CV

- EAC=BAC/CPI

- EAC=ETC+AC